# Nueva Bolivia
Pour les articles homonymes, voir Bolivia.
Nueva Bolivia est le chef-lieu de la municipalité de Tulio Febres Cordero dans l'État de Mérida au Venezuela.